# Her First Biscuits
Her First Biscuits er en amerikansk stumfilm fra 1909 af D. W. Griffith.

## Medvirkende
- John R. Cumpson som Mr. Jones
- Florence Lawrence som Mrs. Jones
- Linda Arvidson
- Charles Avery
- Dorothy Bernard